# صنایع کهن در دوره قاجار
صنایع کهن در دوره قاجار (به انگلیسی: Traditional Crafts in Qajar Iran)، کتابی است اثر ویلم فلور با برگردان علیرضا بهارلو است که در سال ۱۳۹۳ در تهران توسط نشر پیکره به چاپ رسیده‌است.
در این کتاب بررسی صنایع دستی ایران بین سال‌های ۱۹۲۵–۱۷۹۷م/۱۳۴۴–۱۲۱۲ق انجام می‌شود. تلاش پیشه‌وران ایرانی، در رقابت با اقلام فرنگی که دارای قیمت ارزان‌تر و کیفیت بهتری بودند و مقابله با بازار جهانی در این کتاب ملاحظه می‌شود.

## محتوای کتاب
این کتاب دارای نه فصل است و به پیشه‌هایی ازجمله شیشه‌گری، دباغی پوست و چرم، سرامیک سازی، تولید کاغذ، سفالگری، کوره آجرپزی، ساخت صابون، تولیدات و واردات شکر و شیرینی جات، ذوب و گداز فلزات می‌پردازد.